# Shahrestān-e Khalīlābād
Shahrestān-e Khalīlābād (persiska: شهرستان خليل آباد, خليل آباد) är en delprovins (shahrestan) i Iran.   Den ligger i provinsen Razavikhorasan, i den nordöstra delen av landet, 600 km öster om huvudstaden Teheran.
Delprovinsen hade 51 701 invånare 2016.